# أولاد العز (الزياينة)
أولاد العز هو دُوَّار يقع بجماعة بنو هلال، إقليم سيدي بنور، جهة الدار البيضاء سطات في المملكة المغربية. ينتمي الدوّار لمشيخة الزياينة التي تضم 17 دوار. يقدر عدد سكانه بـ 467 نسمة حسب الإحصاء الرسمي للسكان والسكنى لسنة 2004.

## روابط خارجية
- البوابة الوطنية للجماعات الترابية
- المندوبية السامية للتخطيط